# 41 (航空機)
 41 (Изделие 41)
- 用途：戦闘機
- 分類：前線戦闘機、多目的戦闘機
- 設計者： ミコヤーン・グレーヴィチ設計局
- 製造者：

41または33は、ソ連のミコヤン設計局が計画した戦闘機である。製品41（ロシア語:Изделие 41）または計画41（Проект 41）とも呼ばれる。1980年代前半に計画中止となった。

## 概要
1970年代中盤、ミコヤン設計局は大型のAL-31Fターボファンエンジン1基を搭載する小型前線戦闘機「41」（Izdeliye 41）の開発を行った。この機体は、推力重量比が1.4で、最大速度が2,350km/h、実用上昇限度は 21,500m、航続距離は戦闘負荷で2,800km、高度を1,000kmを飛行しつつフェリーで5,000kmとされた。
武装は、30mm機関砲のほか、翼下の6つのハードポイントにK-27のほか既存の兵装、爆弾を3,000kg装備できるとされた。機体構成は、MiG-21と同様にデルタ翼に水平尾翼と垂直尾翼が1枚ずつであるが、主翼の前方にはストレーキを有し、エアインテーク（空気取り入れ口）はサイドに2つ設けられるとされた。
しかし、この機体では小型のRD-33の双発としたMiG-29に比べメリットがないとして開発中止となった。特に、MiG-29との比較において大して安価にならず、また性能も特筆すべきものがなかった点は大きな失点であった。
ミコヤン設計局はその後、1981年（一説には1984年から1985年）、単発の軽量戦闘機「33」（Izdeliye 33）を提案した。これは、空軍向けに並行して開発していた重量級の双発戦闘機を補完する機体で、MiG-21に連なる軽量の高機動型戦闘機となることが開発目標とされていた。用途としては、空中戦をこなす制空戦闘機としての能力の他、対地攻撃にも使用できるというまさにMiG-21と同様の範囲が求められた。加えて、ソ連及びミコヤン設計局がワルシャワ条約機構や第三世界の中小国に大量に輸出してきたMiG-21を代替できるよう、大量に生産でき、安価で、維持技術・費用を最低限度に抑えることも要求された。MiG-21に続いて生産されたMiG-23やMiG-29は機体が大型・高価で維持にも費用がかかり、より広範囲な運用を達成するためにはより簡略で安価な機体が必要とされたのである（実際に冷戦終結後にはより高性能なこれらの機体を早期退役させてMiG-21に統一した国もあった）。
33は、MiG-29と同じRD-33エンジンを1基搭載し、推力は計画第1段階では8,300 kg、計画第2段階では10,000 kgに増強する予定であった。通常離陸重量は9,500 kg、最大速度は1,800 km/h（一説にはマッハ 1.7）、航続距離は増槽なしで2,000 km、増槽ありで3,000 km、最大武装搭載量は3,500 kgとされた。
機体構成は、基本的に41と同様だがエアインテークは機体下面へと移された。設計はその後変更され、水平尾翼を廃して代わりに機首に小型のカナード（前翼）が設けられた。また、エアインテークの改良により最大速度はマッハ 1.8から1.84に向上するとされた。
機上レーダーには「コマール」が予定された。「コマール」は、計画第1段階では通常のパラボラアンテナ式であったが、計画第2段階ではフェーズドアレイレーダーとする予定であった。なお、「コマール」（Комар）とはロシア語で「蚊」のことである。
しかしながら、41はペーパープランに終わった。結局のところ、41の性能はMiG-29のそれに多少なりとも及ばず、空軍首脳部の不満を買ったのである。その後、41の設計はLFI計画やMFI計画での単発前線戦闘機の開発の際に参考にされ、LFIに41そのものを流用することも検討されたが、1990年代初めにはソビエト連邦の崩壊とその後のロシアの経済状況の悪化に伴いLFI計画は中止された。このクラスの戦闘機としてMiG-29の派生型としてMiG-29M1やMiG-29M2, MiG-29M3が研究されたが、いずれも計画のみに終わっている。
しかし、41の研究は無駄にはならなかった。41の設計案は第二次天安門事件で技術提供が打ち切られ開発が停滞していた中華人民共和国のSuper-7計画に応用され、軽量戦闘機FC-1が完成したのである。

## スペック
- 通常離陸重量：9,500 kg
- エンジン：クリーモフ RD-33（推力8,300 kg） × 1
- 最高速度：マッハ 1.7 - 1.84
- 航続距離：2,000 km（増槽なし）、3,000 km（増槽あり）
- 武装搭載量：3,500 kg
  - 固定武装：30 mm航空機関砲 GSh-301
  - 赤外線誘導型短射程ミサイル：R-60またはR-73E
  - 無誘導爆弾：FAB-250、FAB-500、FAB-1500